# Skillinge
Skillinge är en tätort i Simrishamns kommun i Skåne län, belägen på Österlen.

## Historik
På 1860-talet fanns endast mindre fartyg i Skillinge, såsom jakter och slupar i olika storlekar mellan 6 och 14 läster. Alla utom två ägdes av skeppare. Den största, skonaren Albano, mätte 25 läster och ägdes av skepparen P Aandersson. På 1870-talet, då tonnaget fortfarande höll sig vid det gamla, var en skonert skriven här, nämligen N P Hagens Sofia (V) om 43 nyläster. Skepparen på skonerten hette N Ingvardsson.
Efter en kort nedgångsperiod intill år 1873, då här endast fanns sju segel om endast 95 läster, inträdde en period av uppgång av tonnaget i hamnen. De främsta redarna var P Olsson och A F Norberg. P Olsson hade åren 1895-96 fyra fartyg om 463 ton och några år senare nio fartyg om 1 190 ton. A F Norberg hade år 1899 åtta fartyg om ca 2 330 ton. 
Skillinge var ett municipalsamhälle 1889–1963, ursprungligen i Östra Hoby landskommun, från 1952 i Borrby landskommun. Skillinge tillhörde Simrishamns tullkammardistrikt.

### Befolkningsutveckling
| Befolkningsutvecklingen i Skillinge 1900–2020                                      | Befolkningsutvecklingen i Skillinge 1900–2020 | Befolkningsutvecklingen i Skillinge 1900–2020 | Befolkningsutvecklingen i Skillinge 1900–2020 | Befolkningsutvecklingen i Skillinge 1900–2020 |
| ---------------------------------------------------------------------------------- | --------------------------------------------- | --------------------------------------------- | --------------------------------------------- | --------------------------------------------- |
|                                                                                    |                                               |                                               |                                               |                                               |
| År                                                                                 |                                               |                                               | Folkmängd                                     | Areal (ha)                                    |
| 1900                                                                               | 1900                                          |                                               | 445                                           | †                                             |
| 1960                                                                               | 1960                                          |                                               | 780                                           |                                               |
| 1965                                                                               | 1965                                          |                                               | 723                                           |                                               |
| 1970                                                                               | 1970                                          |                                               | 704                                           |                                               |
| 1975                                                                               | 1975                                          |                                               | 746                                           |                                               |
| 1980                                                                               | 1980                                          |                                               | 777                                           |                                               |
| 1990                                                                               | 1990                                          |                                               | 919                                           | 79                                            |
| 1995                                                                               | 1995                                          |                                               | 919                                           | 81                                            |
| 2000                                                                               | 2000                                          |                                               | 890                                           | 81                                            |
| 2005                                                                               | 2005                                          |                                               | 841                                           | 84                                            |
| 2010                                                                               | 2010                                          |                                               | 859                                           | 87                                            |
| 2015                                                                               | 2015                                          |                                               | 975                                           | 230                                           |
| 2020                                                                               | 2020                                          |                                               | 964                                           | 283                                           |
| Anm.: sammanvuxen med Örnahusen 2015 † Befolkning runt ett municipalsamhälle 1900. |                                               |                                               |                                               |                                               |

## Samhället
I byn finns Skillinge Teater och flera gallerier. Ett känt galleri är Skillinge Mölla som har sina utställningar på påsken. Skillinge kapell är inrymt i ett före detta stall från 1700-talet.
Skillinge har både småbåtshamn och fiskehamn. I Skillinge hamn finns Skillinge Snickeri- och Varvsindustri samt Räddningsstation Skillinge, med bland annat räddningsfartyget Rescue Gad Rausing. Hamnen är hemmahamn för den k-märkta skonaren Klara Marie.
I ortens tidigare skolbyggnad från 1858 ligger Skillinge sjöfartsmuseum.

## Näringsliv
Ortens huvudnäringar är numera fiske och turism. På orten finns många företag, Skillinge Företagarförening har över 100 medlemsföretag inom näringar som turism, fiske och konsultverksamheter.

## Bildgalleri

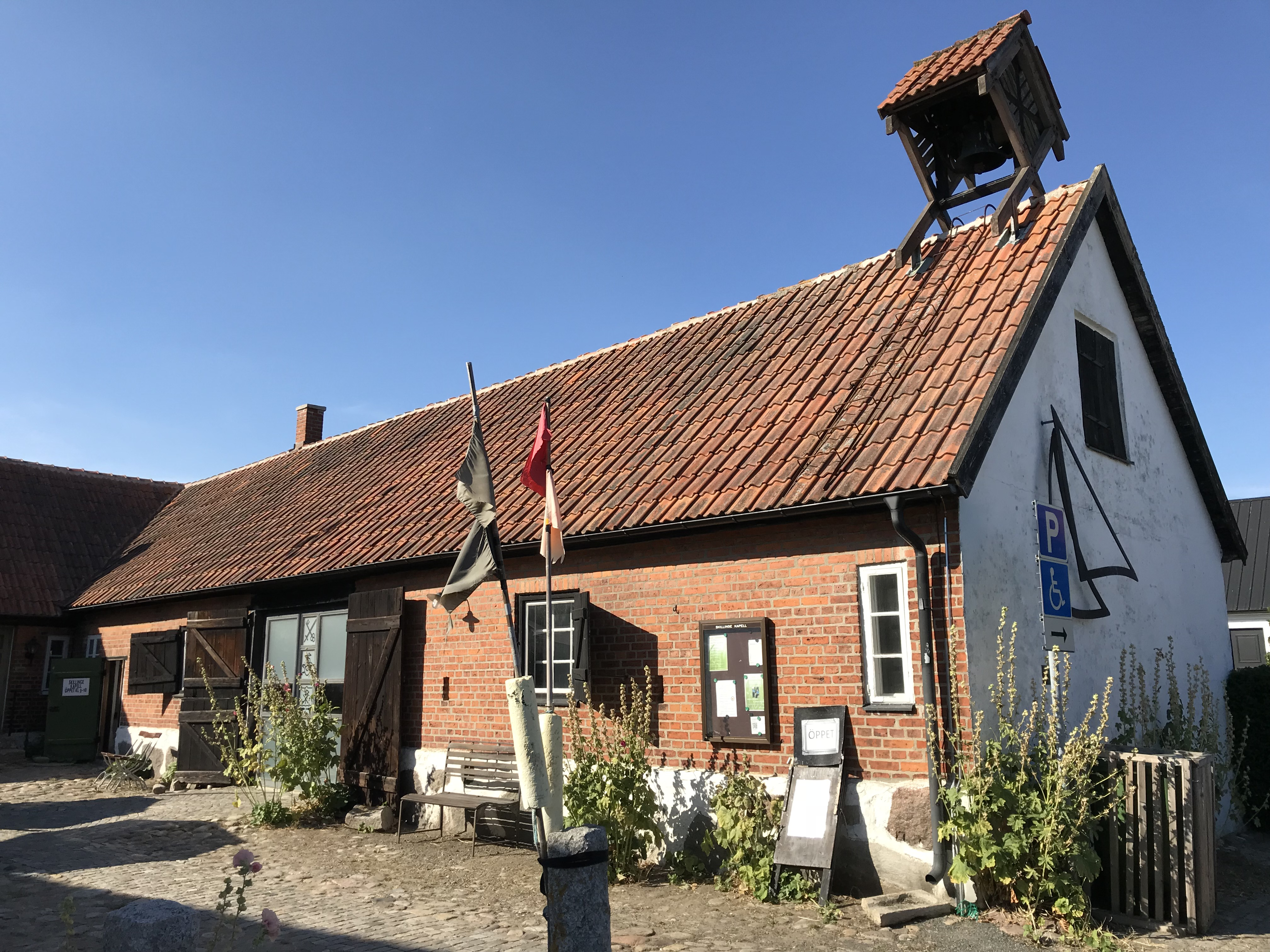
Skillinge kapell
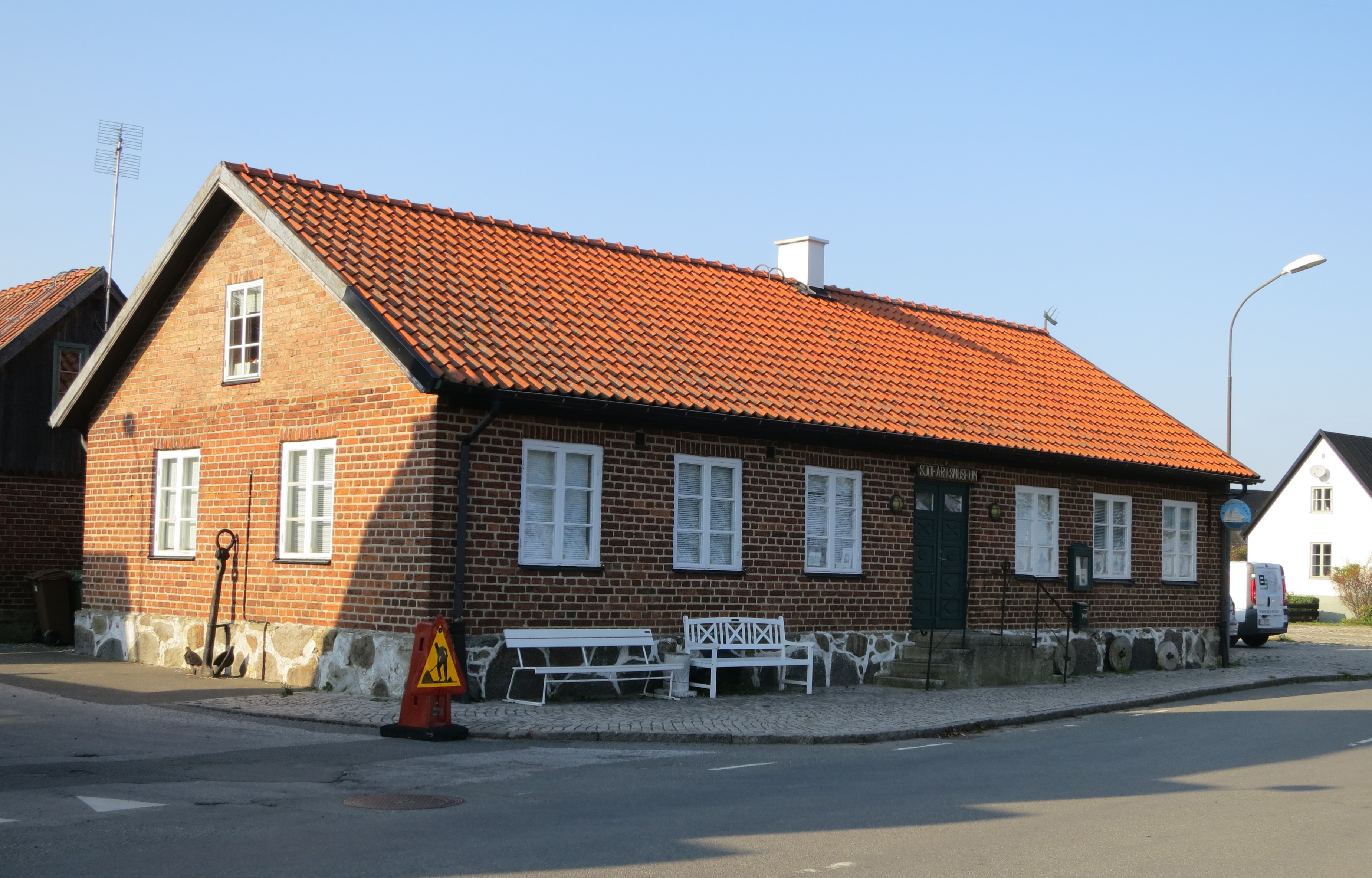
Skillinge sjöfartsmuseum
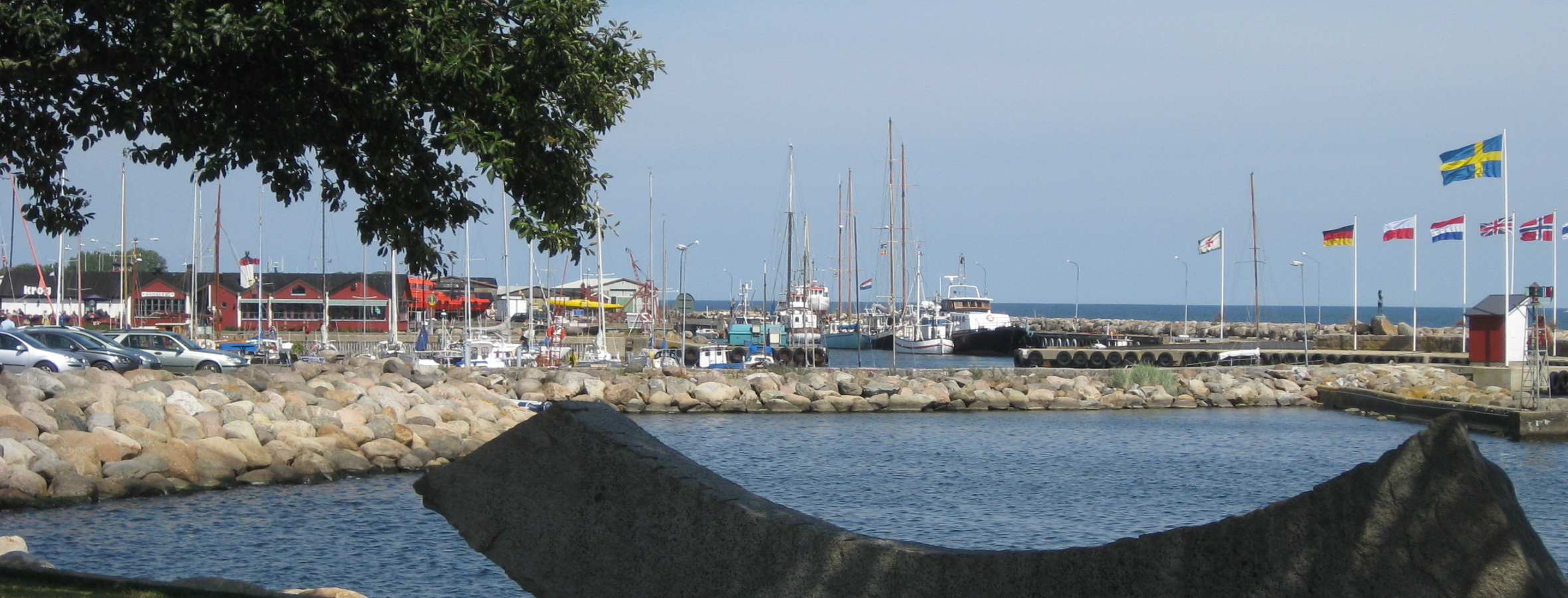
Skillinge hamn
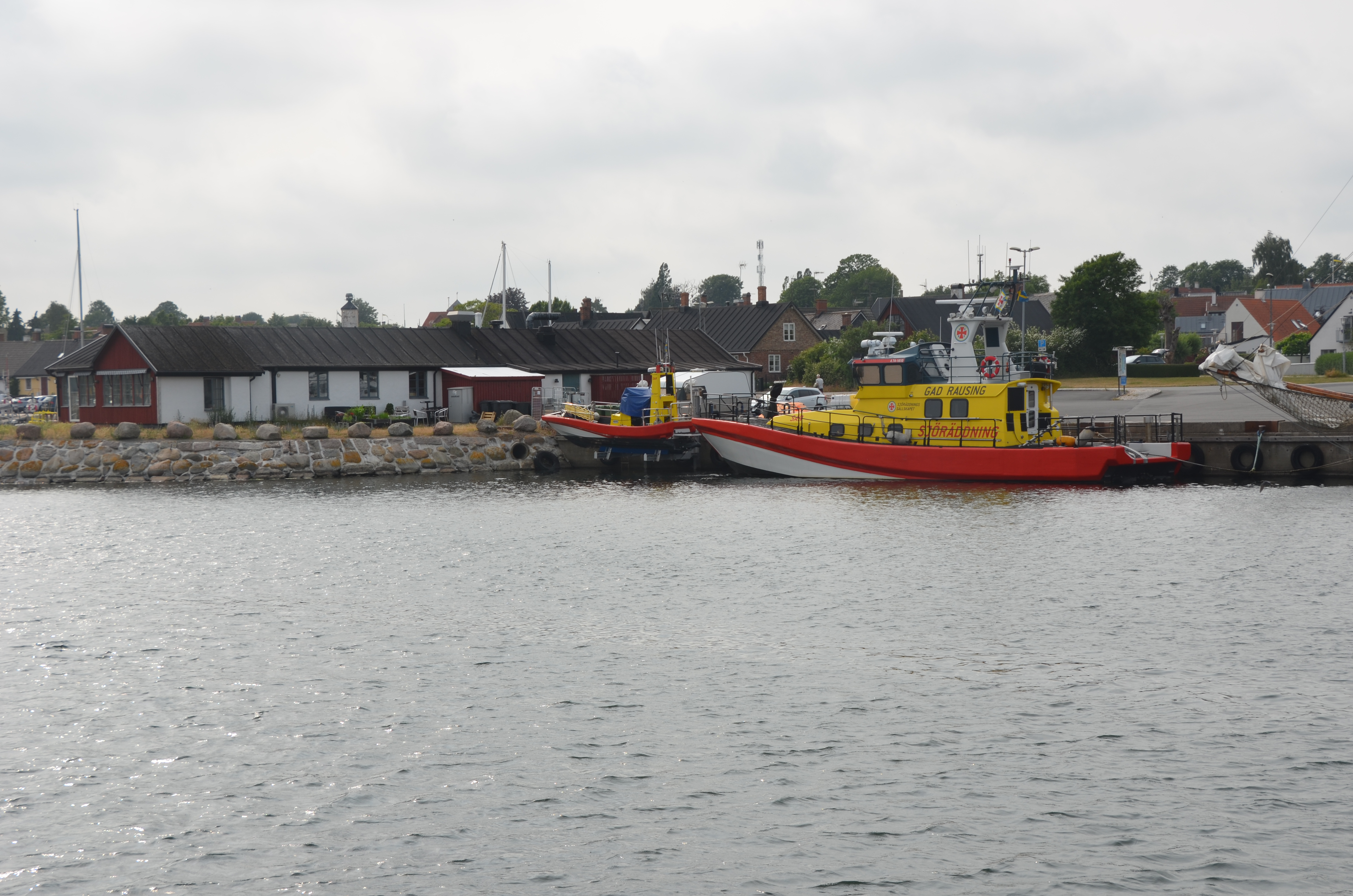
Räddningsstation Skillinge
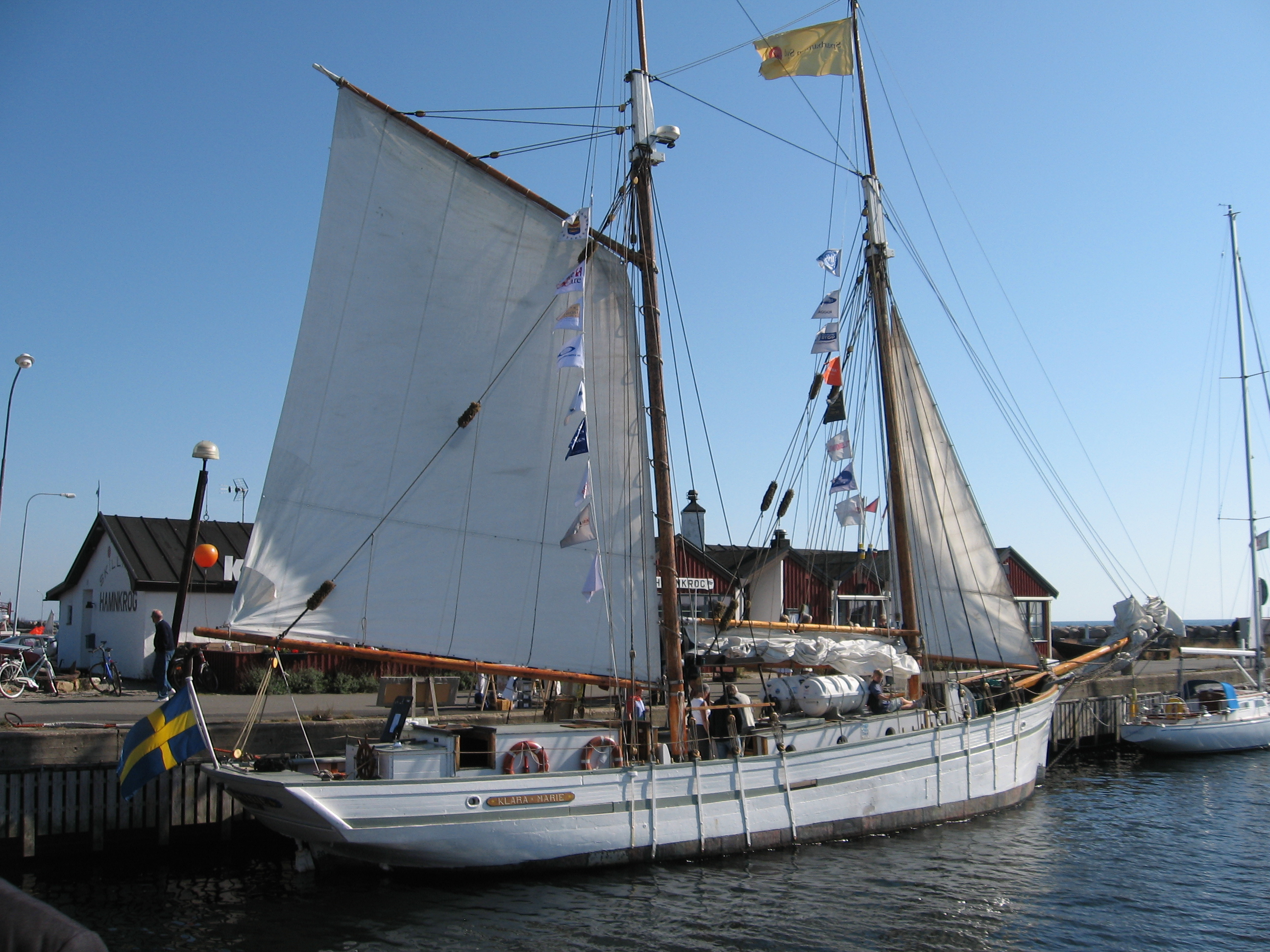
Skonaren Klara Marie med delvis satta segel